# Трансфер (филм)
„Трансфер” (Prestop) је југословенски и словеначки филм први пут приказан 17. јануара 1980. године. Режирао га је Матија Милчински а сценарио су написали Зајец Матјаж, Горан Шмит и Мирче Шусмел.

## Улоге
| Глумац            | Улога         |
| ----------------- | ------------- |
| Јожица Авбељ      | Милена        |
| Данило Бенедичич  | Главни        |
| Деметер Битенц    | Секретар      |
| Мирко Богатај     | Рок Травен    |
| Берта Бојету      | Лиљана        |
| Петер Боштјанчич  | График        |
| Лили Брајер       | Мала          |
| Нина Цвек         | Барбара       |
| Барбара Дрнач     | Ванда         |
| Јанез Дрозг       | Вођа Чувајев  |
| Неца Фалк         | Певачица      |
| Јанез Хочевар     | Петј          |
| Жељко Хрс         | Делавец       |
| Барбара Јакопич   | Весна         |
| Славко Јан        | Травен        |
| Милада Калезић    | Мика          |
| Андреј Китак      | Џим           |
| Невенка Копрившек | Млада делавка |

Остале улоге ▼
| Глумац         | Улога         |
| -------------- | ------------- |
| Бранка Крзин   | Татјана       |
| Катја Левстик  | Теоретичарка  |
| Гордана Марић  | Ленча         |
| Воја Мирић     | Стари         |
| Кристијан Муцк | Дохтар        |
| Драган Николић | Борис         |
| Марко Окорн    | Пена          |
| Тонка Орешник  |               |
| Миро Подјед    | Гајеи         |
| Марко Симчић   | Мојстер       |
| Божо Спрајц    | Ленко         |
| Јанез Старина  | Пики          |
| Полона Ветрих  | Дарја         |
| Јанез Врховец  | Водитељ       |
| Рок Завртник   | Млади делавец |
| Ирена Житник   |               |